# Araneus principis
Araneus principis là một loài nhện trong họ Araneidae.
Loài này thuộc chi Araneus. Araneus principis được Eugène Simon miêu tả năm 1907.